# Heinz Ehlers
Heinz Ehlers (født 25. januar 1966 i Aalborg) er tidligere dansk ishockeyspiller og nuværende ishockeytræner for det schweiziske Nationalliga A-hold Langenthal. Han fik sin ishockeyopdragelse i Aalborg IK, men tog som 18-årig til Leksands IF i Sverige. Han fik sin Eliteseriedebut i sæsonen 1984-85 som den første dansker i Eliteserien. I 1984 bliver han draftet til NHL af New York Rangers i 9. runde som nr. 188 i alt.
Efter afslutningen på sin aktive karriere blev Ehlers træner. Fra 2005-07 var han træner i den danske superisligaklub AaB inden han fra sæsonen 2007-08 skiftede til schweizisk ishockey hvor han blev træner for Nationalliga B-holdet HC Bienne. Allerede i sin første sæson i klubben hjalp Ehlers holdet til oprykning til den bedste schweiziske række, Nationalliga A.
Fra 2017/2018 sæsonen blev han træner for den schweiziske klub SC Langnau Tigers.
D.29 Juni 2018 blev han offentliggjort som den nye danske landstræner. En post han varetager ved siden af trænerjobbet i Schweiz.
Sønnerne Sebastian Ehlers og Nikolaj Ehlers er begge ishockey spillere. Derudover har han datteren Caroline Ehlers.

## Hæder
Ehlers blev i 2012 optaget i Danmarks Ishockey Unions Hall of Fame.